# Colletes acutus
Colletes acutus är en biart som beskrevs av Pérez 1903. Colletes acutus ingår i släktet sidenbin, och familjen korttungebin. Inga underarter finns listade i Catalogue of Life.